# Twinnia hirticornis
Twinnia hirticornis is een muggensoort uit de familie van de kriebelmuggen (Simuliidae). De wetenschappelijke naam van de soort is voor het eerst geldig gepubliceerd in 1978 door Wood.